# Тарасов Сергій Сергійович
Тарасов Сергій Сергійович (* 11 грудня 1933, Новосибірськ) — радянський і російський кінорежисер, сценарист, актор. Заслужений діяч мистецтв Російської Федерації (1992).

## Біографічні відомості
Навчався у Військово-повітряної академії імені М. Жуковського (1951–1954). Закінчив економічний (1958) та сценарний (1964, майстерня Є. Габріловіча) факультети Всесоюзного державного інституту кінематографії та Вищі курси сценаристів і режисерів (1969, режисерське відділення, майстерня О. Алова, В. Наумова, М. Хуцієва).
Працював у Міністерстві культури СРСР, завідував відділом головної редакції кінопрограм Центрального телебачення, в 1963 р. перейшов до Комітету кінематографії при Раді Міністрів СРСР.
З 1971 р. — режисер-постановник кіностудії «Мосфільм». Живе і працює в Москві.

### Фільмографія
Режисер-постановник (понад півтора десятка ігрових фільмів): 
- «Білі дюни» (1969, к/м)
- «Петерс» (1972)
- «Морські ворота» (1972)
- «Стріли Робін Гуда» (1975)
- «Зустріч на далекому меридіані» (1977)
- «Антарктична повість» (1979)
- «Чорний трикутник» (1981)
- «Балада про доблесного лицаря Айвенго» (1982)
- «Чорна стріла» (1985)
- «Перехоплення» (1986)
- «Пригоди Квентіна Дорварда, стрілка королівської гвардії» (1988)
- «Лицарський замок» (1990)
- «Ціна скарбів» (1992)
- «Князь Юрій Долгорукий» (1998)
- «Ностальгія за майбутнім» (2007)
- «За білою хмарою» (2009) та ін.

Автор сценаріїв до фільмів:
- «Білі дюни» (1969, к/м)
- «Останній форт» (1972, у співавт.)
- «На ясний вогонь» (1975, у співавт.)
- «Чорна стріла» (1985)
- «Пригоди Квентіна Дорварда, стрілка королівської гвардії» (1988)
- «Лицарський замок» (1990)
- «Річард Левине Серце» (1992)
- «Потапов, до дошки!» (2007) та ін.

Автор сценаріїв українських фільмів: режисера С. Говорухіна: 
- «Вертикаль» (1966, у співавт. з М. Рашеєвим)
- «День янгола» (1968)

Акторські роботи:
- «Візьми мене з собою» (1979, дяк)
- «Балада про доблесного лицаря Айвенго» (1982, лісовий розбійник (немає в титрах)
- «Чорна стріла» (1985, Нік Еппльярда, лучник)
- «Пригоди Квентіна Дорварда, стрілка королівської гвардії» (1988, єпископ Льєзький)
- «Лицарський замок» (1990, Манфред Вольф, лівонський лицар)
- «Ціна скарбів» (1992, Курт)